# Bendis magdalia
Bendis magdalia är en fjärilsart som beskrevs av Achille Guenée 1852. Bendis magdalia ingår i släktet Bendis och familjen nattflyn. Inga underarter finns listade i Catalogue of Life.